# Слюсаренко, Владимир Викторович
Владимир Викторович Слюсаренко (1888—1969) — российский инженер, лётчик и авиационный строитель. В России сотрудничал с И. И. Сикорским.

## Биография
Родился в 1888 году.
В 1910 году студент Петербургского технологического института Владимир Слюсаренко увлёкся авиацией. Окончил Офицерскую воздухоплавательную школу в Гатчине — 16 июня 1911 года сдал экзамен на пилота и стал работать пилотом-инструктором в той же школе.
Летом 1911 года Владимир Слюсаренко принимал участие в знаменитом перелёте Санкт-Петербург — Москва. Из многих пилотов до Москвы сумел долететь только один — Александр Васильев; у аэроплана Слюсаренко отказал мотор и самолёт потерпел аварию. Летчик остался жив, долго лечился в больнице.
В начале 1912 года вместе с Лидией Зверевой Слюсаренко отправился в Закавказье, где проводил показательные полёты, а весной 1912 приехал для полётов в Ригу.
После 1917 года находился в эмиграции в Австралии. Работал механиком в пригороде г. Брисбен. Был членом строительного комитета Свято-Николаевского храма в г. Брисбен (1933). Автор одного из проектов строительства храма.
Умер в 1969 году.

### Семья
Жена — Лидия Зверева (1890—1916), одна из первых русских авиатрисс, ученица Слюсаренко. Слюсаренко жили на Петропавловской улице, в доме № 6 (на Петроградской стороне).
Владимир Викторович считал, что Лидия была убита агентами германской разведки, хотевшими, во что бы то ни стало уничтожить талантливую молодую женщину-авиаконструктора. Но власти не придали значения ряду странных обстоятельств смерти Лидии Виссарионовны Зверевой и признали её смерть естественной.
Слюсаренко через год после смерти Лидии Виссарионовны женился вторично. С новой женой он решил эмигрировать. Судьба забросила их сначала в Харбин, а затем — в Австралию, в городок Сэндгэйт на восточном побережье страны.

### Создание авиазавода
В 1913 году Владимир Слюсаренко и Лидия Зверева организовали в Риге, которая тогда была одним из центров русской авиации, свои мастерские по ремонту и постройке самолётов и одновременно — небольшую лётную школу, в которой сами же обучали полётам.
С началом Первой мировой войны Владимир Слюсаренко, получив субсидию военного ведомства, перебазировал своё предприятие, называвшееся теперь заводом, в Петроград. За последующие два года, до 1 августа 1916, завод сдал военной приёмке 40 самолётов: «Фарман-XXII бис» — 15 экземпляров, и «Моран-Парасоль» — 25 экземпляров. За эти же два года было выпущено восемь самолётов «Фарман-VII» и десять самолётов «Фарман-IV», строилось несколько экземпляров «Моран-Ж» 14-метровых и был заказ на 20 самолётов «Лебедь-XII».
После смерти Зверевой в 1916 году, завод работал до революции 1917 года. Впоследствии Слюсаренко эмигрировал в Австралию.

## Интересные факты
- В 1961 году по случаю 50-летия перелёта Петербург — Москва в журнале «Огонек» был опубликован очерк об этом историческом событии. Через некоторое время в редакцию журнала пришло письмо из Австралии, которое написал В. В. Слюсаренко. Старый авиатор благодарил за память о тех, кто «принимал участие в зарождении русской авиации», о её пионерах. «Не знаю, жив ли еще кто-нибудь из участников перелета, — писал Слюсаренко, — но за всех живых и мертвых я шлю мое искреннее спасибо»[1].
- По словам современного исследователя Г. Черненко, в австралийском Сиднее живёт племянник В. В. Слюсаренко — инженер-электрик Саша Уайт. В его семье бережно хранят все, что связано со знаменитыми родственниками — пионерами российской авиации.